# Hãng phim Phước Sang
Hãng phim Phước Sang là công ty truyền thông giải trí có trụ sở tại Việt Nam do danh hài Lưu Phước Sang sáng lập và làm giám đốc.

## Lịch sử

### Thập niên 1990
Năm 1990, sau khi tốt nghiệp trường Sân khấu Điện ảnh TP HCM, nam diễn viên trẻ Lưu Phước Sang bàn với anh hai là đạo diễn Lưu Huỳnh lập một tổ hợp chế tác phim truyện video thương mại để lập nghiệp. Một phần vì thời điểm này chưa có đạo luật cho phép tư nhân tự lập cơ sở kinh doanh truyền thông giải trí, cho nên nhà nước chỉ tạm thời làm ngơ cho vài cá nhân thuê cơ sở vật chất của các hãng phim để tự chế tác sản phẩm điện ảnh thương mại.
Thời điểm này, Phước Sang chỉ mới gây chú ý trong hàng khán giả với vai Thắng Khờ trong phim Vị đắng tình yêu, vai diễn tuy rất nhỏ nhưng lại gây ấn tượng khắp ba miền không thua gì nhân vật chính của Lê Công Tuấn Anh. Tuy nhiên anh em Lưu Huỳnh và Lưu Phước Sang lại nức tiếng trong giới văn nghệ sĩ là những "ông bầu mát tay", vì cứ diễn viên trẻ nào đóng kịch hay phim với họ đều lập tức nổi tiếng.
Bấy giờ là giai đoạn rất thịnh hành những phim mì ăn liền, vì chỉ cần kinh phí thấp và chút năng lực diễn xuất là phim đã có lời. Anh em họ Lưu thành lập Nhóm Điện ảnh Hài kịch Ca nhạc Phước Sang hay còn gọi Trung tâm Giải trí Phước Sang. Họ xúc tiến thuê máy và khâu hậu kì ở các hãng phim lớn, sau đó mời bạn học như Hùng Minh, Cát Phượng, Việt Anh, Hữu Nghĩa, Hồng Vân, Hồng Đào, Bảo Chung, Trung Dân, Hoàng Sơn, Kiều Oanh... về đóng. Đặc điểm chung của dòng băng video ca nhạc hài kịch Phước Sang là chủ yếu chọn diễn viên chưa có danh vọng, vì không những tiết kiệm kinh phí mà còn giúp những bạn trẻ mới ra trường có cơ hội phát huy năng lực diễn xuất.

### Thập niên 2000
Cho đến năm 2000, khi đã đủ lưng vốn, đạo diễn Phước Sang xin cấp phép thành lập Công ty Trách nhiệm hữu hạn Hãng phim Phước Sang hay gọi tắt Phuocsang Film, và kể từ đó đến hết thập 2000 gần như thống trị dòng phim điện ảnh Việt với những phim hài hành động vô cùng ấn tượng.
Bộ phim Khi đàn ông có bầu dựa trên một kịch phẩm cùng tên rất ăn khách trên sân khấu kịch Sài Gòn của đạo diễn Phước Sang, mà tất cả diễn viên đều thân thiết với ông bầu Phước Sang nên đồng lòng nhận cachet tượng trưng là 0 đồng. Thế nhưng phim cán mốc doanh thu 13 tỉ chỉ trong chưa đầy 1 tháng, tức là lời gấp 13 lần kinh phí.
Sau thành công vượt mong đợi, đạo diễn Phước Sang cho ra hàng loạt phim điện ảnh ca nhạc hài hành động với đầu tư nhân lực vật lực ngày càng lớn, nội dung hướng đến cái cười phi lí nhưng đẫm nước mắt. Mà đỉnh cao là Võ lâm truyền kỳ với đại cảnh huy động đàn trâu hàng trăm con trên cao nguyên Lâm Viên. Hãng vẫn giữ mạch tuyển trạch từ giai đoạn trước là chỉ chọn diễn viên không quá nổi tiếng, thậm chí giao vai chính cho những ca sĩ hoặc diễn viên vô danh, chưa cả biết diễn xuất. Thế nhưng phim vẫn ăn khách nhờ lối diễn xuất tỉ mỉ, trọng biểu cảm.
Tuy nhiên bên cạnh những thành công nhất định, Hãng cũng bị chê tơi bời trên mặt báo. Điển hình là phim Hồn Trương Ba da hàng thịt bị coi là tấu hài lố lăng, quá nhiều tình tiết khiên cưỡng. Phim đạt doanh thu quá thấp so với vốn bỏ ra, nên phải đắp chiếu chỉ sau vài tuần công bố.

### Thập niên 2010
Sau một số sự cố liên quan đến gia đình và cả công việc kinh doanh không thuận lợi, giám đốc Lưu Phước Sang quyết định thu gọn lại quy mô công ty. Thời kì này hãng không sản xuất phim nữa mà chuyển hướng quay video sự kiện giải trí, đám cưới, và đầu tư kinh doanh nhà hàng, khách sạn.
Chỉ có một số phim điện ảnh mà Hãng Phước Sang được nêu bảng hiệu, nhưng thực ra chỉ là góp vốn đầu tư chứ không trực tiếp sản xuất như trước nữa.

### Thập niên 2020
Trước tình hình điện ảnh Việt Nam tiến bộ vượt bậc về nhân lực và kĩ thuật, ban giám đốc Hãng Phước Sang bắt đầu chú tâm trở lại với phim trường.
Vào năm 2021, Hãng công bố dự án phần 2 Mười: Lời nguyền trở lại hợp tác với Công ty CJ và Silver Moonlight Entertainment.

## Sản phẩm
| - Áo gió bụi hồng (phim truyện) - Cao tay ấn - Gieo đinh gặp đinh - Lái heo mê điện ảnh - Nửa buổi làm chồng - Phiên xử cuối cùng - Phố đêm (tuồng cải lương) - Si tình đâu chỉ có đàn ông - Tám vị cô hồn - Tân Ngưu Lang Chức Nữ (phim ca nhạc) - Thị Mầu (hài kịch dài) - Tía đã hiểu - Tía vợ khó tính - Tình anh sửa xe - Tình cha duyên con - Tổ trác tao rồi | Truyền hình - Một chuyến phiêu lưu - Phim truyền hình 2010, do THTG đặt hàng - Xóm gà - Phim truyền hình 2012 - Đại gia đình - Phim truyền hình, gồm 2 phần đã chiếu trên SCTV7 Điện ảnh - Khi đàn ông có bầu - Phim Tết 2005 - Đẻ mướn - Phim Tết 2005 - Hồn Trương Ba da hàng thịt - 2006 - Áo lụa Hà Đông - 2006 - Võ lâm truyền kỳ - 2007 - Mười: Truyền thuyết về bức chân dung - 2007 - Phát tài - Phim Tết 2008 - Huyền thoại bất tử - Phim Tết 2009 - Công chúa teen và ngũ hổ tướng - Phim Tết 2010 - Lâu đài tình ái - 2011 - Thiên sứ 99 - Phim Tết 2011 - Hello cô Ba - Phim Tết 2012 - Yêu anh! Em dám không? - Phim Tết 2013 - Cuốc xe nửa đêm - 2020 |

## Liên kết
- Sau Ánh Hào Quang 7 | Cát Phượng | 13/11/2017